# Hämerten
Hämerten è una frazione di 206 abitanti della città tedesca di Tangermünde, nel circondario di Stendal (Sassonia-Anhalt). Già comune autonomo, il 1º gennaio 2010 è stato aggregato a Tangermünde assieme agli altri comuni soppressi di Buch, Bölsdorf, Grobleben, Langensalzwedel, Miltern e Storkau.

## Geografia

### La posizione
Hämerten, un villaggio di strada esteso a sud con una chiesa, si trova sulla riva sinistra dell'Elba, a 5 chilometri a nord di Tangermünde e a 9 chilometri a est di Stendal, sulla pista ciclabile dell'Elba nell'Altmark. A est del villaggio inizia l'area di habitat faunistico e floristico "Elbaue zwischen Derben und Schönhausen" nella Riserva della Biosfera del Medio Elba.
I villaggi vicini sono Staffelde a nord-ovest, Storkau (Elba) a nord e Tangermünde a sud.

### Organizzazione del villaggio
Il villaggio comprende l'ex comune con l'attuale distretto di Hämerten, ossia il villaggio di Hämerten e la zona residenziale della stazione ferroviaria di Hämerten.